# Granice (Našice)
Granice  je selo u Hrvatskoj, regiji Slavonija u Osječko-baranjskoj županiji i pripada gradu Našice.

## Zemljopisni položaj
Granice nalaze se na 45° 24' 1" sjeverne zemljopisne širine i 18° 7' 1" istočne zemljopisne dužine te na 173 metara nadmorske visine i na južnim obroncima Krndije. Kroz Granice prolazi lokalna cesta Našice- Ceremošnjak- Granice- Rozmajerovac. Selo Granice sačinjavaju zaseoci Branjevina, Jezero, Ranopaša, Pustara, Granice i Staro Selo. Zapadno od Granica nalazi se selo Polubaše, južno Rozmajerovac a sjeverno Ceremošnjak. Pripadajući poštanski broj je 31500 Našice, telefonski pozivni 031 i registarska pločica vozila NA (Našice). Površina katastarske jedinice naselja Granice je 9, 61 km·102. 

## Stanovništvo
| broj stanovnika | 161   | 148   | 138   | 152   | 225   | 312   | 240   | 715   | 651   | 671   | 590   | 419   | 228   | 158   | 132   | 109   | 53    |
|                 | 1857. | 1869. | 1880. | 1890. | 1900. | 1910. | 1921. | 1931. | 1948. | 1953. | 1961. | 1971. | 1981. | 1991. | 2001. | 2011. | 2021. |

Prema prvim rezultatima Popisa stanovništva 2011. u Granicama je živjelo 109 stanovnika u 35 kućanstva.

## Povijest
Mjesto je u literaturi i povijesnim izvorima zastupljeno skromno. Najstariji spomen postojanja naselja potječe iz 1314. godine kada se spominje ime Graynche koje su naselili katolici. U ispravi Franjevačkog samostana u Našicama iz 1367. godine spominje se da se u tom mjestu nalazi župna crkva Sv. Martina. Za vrijeme turske vladavine u Granice su naseljeni pravoslavni Vlasi koji su bili turski podanici jer su hrvatski starosjedioci izbjegli. Nakon odlaska Turaka doseljavaju se stanovnici hrvatske nacionalnosti ali najveći val doseljavanja je bio 20-ih godina prošlog stoljeća kada dolaze novi stanovnici iz Hrvatskog zagorja najviše iz okolice Bednje, Gornjeg Jesenja i Zlatara. Smatra se da se tada doselilo oko 120 zagorskih obitelji u mjesta Granice i Polubaše. U razdoblju Drugoga svjetskoga rata stanovništvo Granica preživjelo je izuzetno teška zbivanja u kojima su najčešće stradali nevini civili od strane svih vojski toga vremena. Granice su, zajedno s naseljima Polubaše i Rozmajerovac, dale 123 žrtve u Drugom svjetskom ratu što čini oko 12 % od ukupnog stanovništva iz 1931. Također u ratu je stradala crkva koju su mještani uspjeli obnoviti odmah nakon rata. Sadašnja se zidana kapelica Sv. Josipa u zaselku Pustara u Granicama spominje 1896. Ista je crkva kasnije preimenovana u crkvu Sv. Marije nakon dolaska Zagoraca. 90- tih godina ispred crkve izgrađen je spomen križ poginulim i stradalim stanovnicima Granica, Polubaša i Rozmajerovca u Drugom svjetskom ratu i u Domovinskom ratu 1991. – 1995. Danas se stanovništvo bavi najviše stočarstvom, ratarstvo te ponešto vinogradarstvom i voćarstvom. Prije se dosta stanovnika bavilom proizvodnjom drvenog ugljena jer kraj obiluje raznim vrstama šuma. Posljednjih 30-ak i više godina Granice se suočavaju s odlaskom stanovništva, najviše u grad Našice, te u budućnosti mogućnošću nestanka samog mjesta.

## Crkva
U selu se nalazi Rimokatolička Crkva Sv. Marije koja pripada župi Našice 1. Sv. Antuna Padovanskog, našičkom dekanatu Požeške biskupije. Crkveni god ili kirvaj slavi se 8. rujna na blagdan Male Gospe.

## Obrazovanje i školstvo
U selu zbog malog broja učenika škola više ne radi pa učenici svakodnevno putuju autobusom s učenicima iz Polubaša, Rozmajerovca, Ceremošnjaka i Makloševca u Našice gdje pohađaju Osnovnu školu Dore Pejačević.

## Ostalo
U zaselku Staro Selo, Gljivarsko društvo Našice uredilo je i obnovilo objekt koji se je prije nalazio u vlasništvu Hrvatske vojske. Obnovljeni dom postao je okupljalište zaljubljenika gljiva i prirode iz cijele Slavonije.

## Vanjska poveznica
- http://www.nasice.hr/

.